# Yo nunca (serie)
Yo nunca (título original en inglés, Never Have I Ever) es una serie de comedia dramática de televisión web estadounidense que se estrenó en la plataforma de streaming Netflix el 27 de abril de 2020 y finalizó el 8 de junio de 2023. Se encuentra protagonizada por la actriz tamilcanadiense Maitreyi Ramakrishnan y producida por Mindy Kaling y Lang Fisher. El narrador (voz en off) es el extenista John McEnroe.
Las cuatro temporadas constan de 10 episodios cada una. El 1 de julio de 2020, Netflix anunció la renovación de la serie para una segunda temporada, que se estrenó el 15 de julio de 2021; el 19 de agosto de 2021 se informó que la serie fue renovada para una tercera temporada que se estrenó el 12 de agosto de 2022. La cuarta y última temporada fue lanzada el 8 de junio de 2023.
La serie trata sobre Devi, una adolescente indioestadounidense que después de un año traumático solo quiere ser popular, pero nada ni nadie le facilita la tarea.

## Historia
Después de un año horrible, Devi Vishwakumar (Maitreyi Ramakrishnan) quiere cambiar su estatus social, pero los amigos, la familia y los sentimientos no le facilitan la vida.
En la serie se relata la historia de una adolescente que es la primera generación india en los Estados Unidos y su compleja vida. Ella quiere vivir una vida moderna para ser popular, pero no le resulta fácil con sus antecedentes. Está basada en el relato semiautobiográfico en tono de comedia de la propia educación de la productora y guionista Mindy Kaling cuando era joven.
Devi concurre a la escuela secundaria de Sherman Oaks, California, y se encuentra en la búsqueda de su identidad personal y cultural. Afronta conflictos familiares, individuales y de socialización debido a su mal carácter. A través de la forma de relacionarse con sus amigas, compañeros de clase y familia se reflexiona sobre las tradiciones, estereotipos, discriminación, duelos, desarrollo sexual, herencia y amistad.
«La temporada 2 profundiza algo más en su drama personal, y también en esa especie de triángulo amoroso que se ha generado en torno a ella y los dos chicos que le gustan.»

## Producción
La serie original de Netflix es el primera en su tipo, uno de las pocas series protagonizadas por una mujer india americana y la única protagonizada por una adolescente. En la producción intervinieron las compañías Kaling International, Original Langster, 3 Arts Entertainment y Universal Television.

### Casting
Yo nunca cuenta con actores y actrices poco conocidos en el mundo artístico, Maitreyi Ramakrishnan la protagonista de la serie, debuta en esta producción; Richa Moorjani interpreta a Kamala, la prima de la protagonista; Darren Barnet es Paxton, el interés amoroso de Devi; Lee Rodriguez representa a Fabiola, una de las mejores amigas de Devi. Asimismo, cuenta con actores que han aparecido de manera regular en producciones conocidas como Ramona Young que interpreta a Eleanor, una de las mejores amigas de Devi; Poorna Jagannathan es Nalini, la madre de Devi, y Sendhil Ramamurthy como el padre de Devi, Mohan.
Para los personajes principales de Devi y sus amigas se realizó una convocatoria abierta a través de las redes sociales, a la cual se presentaron a la selección más de 15 000 jóvenes aspirantes de todo el mundo. La novel actriz Maitreyi Ramakrishnan manifestó que «está emocionada de ofrecer una "representación realista en lugar de representación simbólica" para los espectadores jóvenes.» Ramakrishnan fue elegida por la cocreadora de la serie, "Quiero que otros tamiles de todo el mundo se sientan orgullosos de que los tamiles lo estén logrando." expresó la joven actriz.
La serie está narrada principalmente por el legendario tenista John McEnroe, con uno de los episodios narrados por Andy Samberg. En la segunda temporada cuenta con Gigi Hadid como narradora de los pensamientos de Paxton.

## Elenco

### Principales
- Maitreyi Ramakrishnan como Devi Vishwakumar, una estudiante de segundo año de secundaria que quiere mejorar su vida escolar, volviéndose popular.[1][20][24][32][37]
- Richa Moorjani como Kamala, la prima de Devi con la cual convive mientras está completando su doctorado.[20][32][37]
- Jaren Lewison como Ben Gross, el nemésis de Devi en la escuela desde que eran niños e interés amoroso.[1][20][32][37]
- Darren Barnet como Paxton Hall-Yoshida, interés amoroso y compañero de clase de Devi que retoma el año.[1][32][37][38][39]
- John McEnroe como él mismo, el narrador de la serie.[8][21][29]
- Poorna Jagannathan como Dra. Nalini Vishwakumar, la madre de Devi.[1][32][37]
- Lee Rodríguez como Fabiola Torres, una de las mejores amigas de Devi, de procedencia latina, que disfruta de la ciencia y es amante de la robótica.[1][20][24][37]  (Durante la temporada 1 fue un personaje secundario)
- Ramona Young como Eleanor Wong, otra de las mejores amigas de Devi, de procedencia asiática, que disfruta de la actuación.[1][20][24][32][37] (Durante la temporada 1 fue un personaje secundario)

### Secundarios
- Niecy Nash como la Dra. Jamie Ryan, la terapeuta de Devi.
- Sendhil Ramamurthy como Mohan Venkatesan, el padre de Devi.[1][32][37]
- Adam Shapiro como el Sr. Shapiro, el profesor de historia.
- Benjamin Norris como Trent Harrison, un amigo de Paxton.
- Martin Martinez como Oliver Martinez, el novio de Eleanor.
- Christina Kartchner como Eve Hjelms, el interés amoroso de Fabiola.
- Hanna Stein como Shira, la novia de Ben.
- Aitana Rinab como Zoe Maytag, una amiga de Shira.
- Jack Seavor McDonald como Eric Perkins, un estudiante impopular.
- Dino Petrera como Jonah Sharpe, un joven que se asume gay.
- Lily D. Moore como Rebecca, la hermana de Paxton.
- Dana Vaughns como Marcus, un amigo de Paxton.
- Cocoa Brown como directora Grubbs, la directora de la escuela de Devi.
- Alexandra Billings como Jennifer Warner, la consejera universitaria del instituto.
- Rushi Kota como Prashant, el candidato de Kamala para un matrimonio arreglado.
- Tembi Locke como Elise Torres, la madre de Fabiola.
- Dana Vaughns como Marcus Jones, un amigo de Paxton.
- Dylan Thai como Eddie Tan, un amigo de Paxton. (Temporada 1)
- Eddie Liu como Steve, el novio de Kamala. (Temporada 1)
- Rachel Zimmermann como Beth, una compañera de clase de Devi. (Temporada 1)
- Angela Kinsey como Vivian Gross, la madre de Ben. (Temporada 1)
- Michael Badalucco como Howard Gross, el padre de Ben. (Temporada 1)
- Donna Pieroni como Patty, la ama de llaves de Ben. (Temporada 1)
- Jae Suh Park como Joyce Wong, la madre de Eleanor. (Temporada 1)
- Common como el Dr. Chris Jackson, un dermatólogo que trabaja con Nalini y está interesado en ella. (Temporada 2)
- P. J. Byrne como Evan, un asistente de investigación en Caltech. (Temporada 2)[27]
- Tyler Álvarez como Malcom, un exactor de Disney,  que se traslada a la escuela Sherman Oaks. (Temporada 2)
- Megan Suri como Aneesa, una nueva alumna india del colegio. (Temporada 2)[36][27][40]
- Utkarsh Ambudkar como el Sr. Kulkarni, un profesor de inglés que es amigo de Devi. (Temporada 2)[36]
- John Mawson como el Dr. Elgin Peters. (Temporada 2)
- Helen Hong como Sharon, la madrasta de Eleanor. (Temporada 2)
- Ranjita Chakravarty como Nirmala Vishwakumar, la madre de Mohan y la abuela paterna de Devi. (Temporada 2)[40]
- Anirudh Pisharody como Des, un adolescente indio estadounidense que es tan inteligente como Devi pero asiste a una escuela privada de élite.[41]

### Invitados
- Markus Jorgensen como Boris, un estudiante de intercambio. (Temporada 1)
- Gilberto Ortiz como Alex Gomez, un joven interesado en Fabiola. (Temporada 1)
- Chelly como Parvesh, un amigo de la familia Vishwakumar. (Temporada 1)
- Andy Samberg como él mismo, el narrador de los pensamientos de Ben Gross. (Temporadas 1-2)
- Peter James Smith como Sr. Chan, el profesor de orquesta. (Temporada 1)
- Kikéy Castillo como Christina Harrison, la madre de Trent. (Temporada 1)
- Atticus Shaffer como Rusia, un joven que participa en el modelo ONU. (Temporada 1)
- Anjul Nigam como Pandit Raj, el líder espiritual de la comunidad. (Temporada 1)
- Iqbal Theba como Aaravind, el tío de las Vishwakumar. (Temporada 1)
- Mark Collier como Andy, el vecino de la familia Vishwakumar. (Temporada 1)
- Adriyah Marie Young como Carley, la otra amiga de Shira. (Temporada 1)
- Royal Patel como Devi a los 6 años. (Temporadas 1-2)
- Siri Hiremath como Devi a los 10 años. (Temporada 1)
- Gigi Hadid como ella misma, la narradora de los pensamientos de Paxton (Temporada 2).[36]
- Pooja Kumar como Noor, la madre de Aneesa. (Temporada 2)
- Victoria Moroles como Margot, compañera de clase de arte de Trent y Ben. (Temporada 3)

## Episodios

### Temporada 1 (2020)
Los diez episodios de media hora aproximadamente de la primera temporada fueron lanzados el 27 de abril de 2020.
| Número | Título en español                         | Título original en inglés                 | Director          | Guionista                        |
| ------ | ----------------------------------------- | ----------------------------------------- | ----------------- | -------------------------------- |
| 1      | «Piloto»                                  | «Pilot»                                   | Tristram Shapeero | Mindy Kaling y Lang Fisher       |
| 2      | «... me acosté con Paxton Hall-Yoshida»   | «... had sex with Paxton Hall-Yoshida»    | Tristram Shapeero | Justin Noble                     |
| 3      | «... me emborraché con los populares»     | «... gotten drunk with the popular kids»  | Linda Mendoza     | Amina Munir                      |
| 4      | «... me sentí muy india»                  | «... felt super Indian»                   | Linda Mendoza     | Mindy Kaling                     |
| 5      | «... comencé una guerra nuclear»          | «... started a nuclear war»               | Kabir Akhtar      | Chris Schleicher y Akshara Sekar |
| 6      | «.. fui el chico más solitario del mundo» | «... been the loneliest boy in the world» | Kabir Akhtar      | Aaron Geary y Ben Steiner        |
| 7      | «... he sido una mentirosa de lo peor»    | «... been a big, fat liar»                | Anu Valia         | Erica Oyama                      |
| 8      | «... molesté a todos los que conozco»     | «... pissed off everyone I know»          | Anu Valia         | Chris Schleicher                 |
| 9      | «... tuve que impresionar a alguien»      | «... had to be on my best behavior»       | Tristram Shapeero | Matt Warburton                   |
| 10     | «... pedí perdón»                         | «... said I'm sorry»                      | Tristram Shapeero | Lang Fisher                      |

### Temporada 2 (2021)
Los diez episodios de media hora aproximadamente de la segunda temporada fueron lanzados el 15 de julio de 2021.
| Número | Título en español                | Título original en inglés   | Director              | Guionista                          |
| ------ | -------------------------------- | --------------------------- | --------------------- | ---------------------------------- |
| 1      | «... jugué a dos puntas»         | «... been a playa»          | Kabir Akhtar          | Mindy Kaling                       |
| 2      | «... hice una fiesta»            | «...thrown a rager»         | Kabir Akhtar          | Akshara Sekar                      |
| 3      | «... abrí un libro»              | «...opened a textbook»      | Kim Nguyen            | Erica Oyama                        |
| 4      | «... tuve una amienemiga india»  | «...had an Indian frenemy»  | Lena Khan             | Amina Munir                        |
| 5      | «... arruiné la vida de alguien» | «...ruined someone's life»  | Maggie Carey          | Aaron Geary y Ben Steiner          |
| 6      | «... traicioné una amistad»      | «...betrayed a friend»      | Lena Khan y Anu Valia | Marina Cokenberg y Vance Stringer  |
| 7      | «... imploré perdón»             | «...begged for forgiveness» | Lena Khan             | Dave King                          |
| 8      | «... fui Daisy Buchanan»         | «...been Daisy Buchanan»    | Claire Scanlon        | Asmita Paranjape y Christina Hjelm |
| 9      | «... espié a mi propia madre»    | «...stalked my own mother»  | Claire Scanlon        | Chris Schleicher                   |
| 10     | «... fui una chica perfecta»     | «...been a perfect girl»    | Lang Fischer          | Lang Fisher                        |

## Recepción
En el sitio web Rotten Tomatoes, la serie tiene una calificación de aprobación del 93 % basada en 30 calificaciones, con una calificación promedio de 7.39 / 10. El consenso crítico de los usuarios de esta página web dice: «Yo nunca, una nueva versión de la comedia adolescente es hilarante honesta, dulcemente inteligente, y es probable que los espectadores se enamoren de la encantadora recién llegada Maitreyi Ramakrishnan». En el sitio web Metacritic, tiene un puntaje promedio de 80 de 100 basado en 18 reseñas, lo que indica «evaluaciones generalmente favorables».
Ha recibido buena recepción de los medios en la descripción y reflejo de las inquietudes adolescentes y de los roles asignados comúnmente a los personajes indios en las series de televisión o cine. Especialmente la CNN elogió la serie por romper los estereotipos asiáticos.
 

A su éxito de una comedia adolescente se suman otros condimentos: «el crisol de etnias que la rodean, las costumbres indias tradicionales y los estereotipos que se derriban, la reflexión sobre los matrimonios arreglados, lo que significa atravesar una gran perdida en la juventud, la discriminación, la revalorización de lo divertidos que pueden ser los “eventos nerds”, la aceptación de la homosexualidad, el valor de la amistad, la importancia cultural que se le da a la vida sexual y otros temas que se desarrollan a lo largo de los diez capítulos.»
"Yo Nunca" nos habla de miedos y de pérdidas, así como el proceso de asimilación de estas. Nos habla de inseguridades, de metas y de diferentes culturas y realidades, a las que mira con la óptica de los jóvenes, pero siempre desde el máximo respeto. Nos habla de problemas de comunicación y de los sentimientos que todos, adolescentes y adultos, escondemos, pero que nos corroen por dentro. De amor y de libertad, de amistad, de rivalidad, de relaciones paternofiliales, de complejos, de prejuicios y tópicos demasiado anticuados… Todo ello con un tono cercano y divertido.
La segunda temporada continua ahondando los temas de la identidad personal, la discriminación racial, la amistad, el duelo, la sexualidad adolescente, etc.
Asimismo su protagonista, la actriz debutante Maitreyi Ramakrishnan, ha recibido alabanzas por su trabajo en el rol de Devi. Para Brian Lowry de CNN, «Yo nunca le da nuevos atractivos a una fórmula antigua, como lo es la historia del despertar de la adolescencia». Esto para el crítico se debe en gran parte a la gran interpretación de Maitreyi Ramakrishnan.
De acuerdo a la información brindada por Netflix, en las tres primeras semanas de su estreno en 2020 fue vista por 40 millones de hogares.